# Casimiroa edulis
Casimiroa edulis är en vinruteväxtart som beskrevs av Llave & Lex.. Casimiroa edulis ingår i släktet Casimiroa och familjen vinruteväxter. Inga underarter finns listade i Catalogue of Life.